# Lake Nagambie
Lake Nagambie är en sjö i Australien. Den ligger i delstaten Victoria, omkring 120 kilometer norr om delstatshuvudstaden Melbourne. Lake Nagambie ligger 124 meter över havet. Arean är 1,2 kvadratkilometer. Den sträcker sig 1,8 kilometer i nord-sydlig riktning, och 2,2 kilometer i öst-västlig riktning.
Trakten runt Lake Nagambie består till största delen av jordbruksmark. Runt Lake Nagambie är det mycket glesbefolkat, med 3 invånare per kvadratkilometer. Genomsnittlig årsnederbörd är 778 millimeter. Den regnigaste månaden är februari, med i genomsnitt 101 mm nederbörd, och den torraste är november, med 39 mm nederbörd.